# Букатевич Микола Петрович
Мико́ла Петро́вич Букате́вич (16 вересня 1907, Любомль — 13 квітня 1985, Володимир-Волинський) — український живописець, педагог.

## Біографія
Микола Петрович Букатевич народився 16 вересня 1907 року в містечку Любомль на Волині, неподалік від озера Світязь. Його раннє дитинство пов'язане з враженнями від поліської природи, людей, творів народного мистецтва, пам'яток архітектури.
1914 року Перша світова війна змусила велику родину, що складалася із 12 осіб (Микола був десятою дитиною), покинути Любомль і податися на схід України. Букатевичі оселилися в Дарниці під Києвом. Тут Микола закінчив неповних чотири класи місцевої школи.
Хлопець тягнувся до знань, але громадянська війна цьому не сприяла. До того ж 1918 року померла його мати. Через два роки Микола з батьком і сестрою повернувся до Любомля, решта сім'ї залишилася в Дарниці.
1923 року помер батько. Вижити сироті допомагали родичі та добрі люди. 1924 року Микола закінчив сім класів Любомльської загальної школи, а наступного року вирушив до Кракова. Юнака вабило мистецтво: він хотів стати художником. Такий намір підтримав і керівник Любомльського театрального гуртка, де Микола підробляв художником-декоратором.
Вступити до спеціалізованого навчального закладу Букатевичу не вдалося. Наступні 5 років він працював за мізерну платню у різних приватних майстернях. Але атмосфера Кракова, «міста королів», з готичними костелами, ренесансними будинками, формували у Миколі художника. 1930 року він переїхав до Варшави, якій тоді належала провідна роль у підготовці західноукраїнських митців. Тут Букатевич навчався у вечірній школі, а вдень працював художником-оформлювачем на хімічному заводі.
Протягом двох навчальних років (1935–1936, 1936–1937) Микола студіював у Варшавській школі мистецтв, яка дала йому добрі знання з теорії і практики живопису, графіки, скульптури. 1937 року Букатевич став членом об'єднання «Спокій». Його твори експонувалися на двох виставках у Варшаві.
Гурток «Спокій» сформували у Варшавській школі образотворчого мистецтва студенти-українці переважно з Волині. Молодь із бідних верств згуртувало прагнення вижити і стати художниками. Український мистецький гурток «Спокій» організовував у Варшаві і містах Волині виставки своїх гуртківців. За 11 років його діяльності (1927–1938) було проведено 13 виставок. Накладом гуртка було випущено екслібриси та графічні аркуші Ніла Хасевича, який виконував обов'язки секретаря гуртка.
Велика працездатність, наполегливість в опануванні малярської культури, освоєння різних технік, поважне ставлення до натури, вірність добре знайомим темам українського життя виховали з багатьох гуртківців митців здебільшого далеких від модерністичних шукачів, але твердих у своїх переконаннях і самовідданому служінню обраній справі. Таким був і Микола Букатевич із Любомля.
1939 року Букатевич екстерном склав іспит за гімназійний курс і готувався до вступу в академію мистецтв. Проте Друга світова війна зруйнувала всі плани. Із Варшави Букатевич переїхав до Грубешева — ближче до рідної землі. Тут він у 1940–1943 роках займався реставрацією сакрального живопису, розписував церкви. Інтерес до церковного мистецтва художник зберігав усе життя і присвятив йому кілька років, уже проживаючи у Володимирі-Волинському, за що був жорстоко підданий критиці.
Ще тривала війна, коли 1944 року Букатевич повернувся в Україну. Спочатку потрапив до Одеси, працював у приміському колгоспі «Чорноморська комуна» завідувачем клубу. Потім переїхав до Києва, де жила його рідня.
Від першого повоєнного року почався володимир-волинський період життя та творчості митця. Він працював керівником станції юних техніків, викладав у педагогічному училищі.
Букатевич активно включився в культурно-мистецьке життя міста: клопотав про відкриття філії Товариства художників Володимира-Волинського, двічі засновував дитячу художню студію, вперше — 1947 року (студія діяла два роки), вдруге — 1974 року. Художник ставив за мету навчити дітей рисунку, малярській техніці, розумінню площини й простору, прагнув одухотворити практичні знання естетичним чуттям. Він уважно слідкував за успіхами учнів, підтримував найобдарованіших. Студія стала важливою громадською справою Букатевича. 1978 року студію було реорганізовано у Володимир-Волинську дитячу художню школу.
Букатевич багато працював творчо і сам продовжував вчитися. 1966 року 59-річний художник вступив на заочне відділення художньо-графічного факультету Одеського педагогічного інституту імені Ушинського.
Від 1972 року — на пенсії.
У 1978–1979 роках відбулися персональні виставки творів митця в Луцьку, Володимирі-Волинському, Любомлі.
13 квітня 1985 року Букатевич помер.
27 вересня 2007 року в культурно-мистецькому центрі Володимира-Волинського відбулася науково-мистецька конференція з нагоди відзначення 100-річчя від дня народження Букатевича. Також було відкрито виставку робіт художника.

## Творчість
Твори Букатевича — пейзажі, натюрморти, портрети, тематичні картини — експонувалися на обласних, республіканських і всесоюзних виставках, відзначалися грамотами та дипломами.
Картина «Народні месники» стала лауреатом республіканської виставки, здобула диплом другого ступеня всесоюзної виставки. «Портрет ланкової-льонарки Домни Потерухи» у складі збірної виставки демонструвався у Чехословаччині, Польщі, Угорщині, Німеччині. Репродукції творів Букатевича друкували каталоги всесоюзних і республіканських виставок, а також журнали «Україна», «Соціалістична культура».
Твори Миколи Букатевича зберігаються у педагогічному училищі, дитячій художній школі й історичному музеї Володимира-Волинського та в Любомльському краєзнавчому музеї. Є кілька картин і в Художньому музеї Луцька. Це пейзажі із зображенням архітектурних пам'яток Волині: «Василівська церква XIV ст. у Володимирі-Волинському» (1949), «Замок Любарта» (1952), «Руїни собору в Зимно» (1954). Вони дають певну уяву про живописні засоби та манеру майстра. Добре відчуваючи неповторність кожної будівлі, її стильові особливості, Букатевич відображав творіння людських рук у нерозривній єдності з природою.
«Портрет колгоспного сторожа Михалевича» (1962) виконано у традиції передвижницького реалізму. Як зазначає Тамара Левицька, образ зовнішньо стриманого, зосередженого старого чоловіка асоціюється з портретом самого художника, що ніби підсумовує прожите життя. Перед нами майстерно модельоване обличчя, зоране зморшками. Виділене світлом, воно ніби випливає з темного нейтрального тла. Життя уже майже позаду, але прожите воно не даремно. За плечима добрі справи і твори, котрі митець залишає з вірою в те, що вони служитимуть людям.

### Твори
- «Портретний етюд» (1938).
- «Перша будова» (1947).
- «Автопортрет» (1948).
- «Портрет дідуся» (1948).
- «Біля сільського клубу» (1950).
- «Луцький замок» (1952).
- «Весняна повінь» (1952).
- «Початок осені» (1960).
- «Півонії» (1960).
- «Портрет пасічника І. Пащенка» (1963).
- «Дорога у Володимирі-Волинському» (1965).
- «Ланкова-льонарка колгоспу „Радянська Україна“ Домна Потеруха» (1970).
- «Козацькі могили» (1972).
- «Жертвам фашизму» (1974).
- «Народні месники» (1975).
- «Залишок минулого» (1977).